# Rosamund Bartlett
Rosamund Bartlett née à Londres est une écrivaine britannique, professeure d'université et traductrice spécialisée  en  littérature russe.

## Biographie
Rosamund Bartlett commence à apprendre le russe à l'âge de 14 ans.
Dans le cadre de son premier cycle universitaire, elle étudie les langues russes et françaises à l'université de Durham, puis elle passe un an à l'université d'État Jdanov de Léningrad et au Centre d'études russes de Meudon en France. Elle commence son troisième cycle à Durham, sous la direction d'Avril Pyman (en) et fait un break d'un an pour travailler dans l'édition.
Rosamund Bartlett intègre ensuite l'Université d'Oxford afin de terminer son troisième cycle  avec sa thèse sur l'influence de Wagner en Russie. Une partie importante de ses recherches est effectuée à l'Université d'État de Moscou durant la  perestroïka.
Déjà diplômée de l'Université de Durham, et professeure en langue russe, elle obtient son doctorat à l'Université d'Oxford.
Elle est l'autrice de Chekhov: Scenes from a Life en 2004 et a aussi traduit et publié la première édition intégrale des lettres de l'écrivain et dramaturge : A Life in Letters, ainsi que ses ouvrages About Love and Other Stories et The Exclamation Mark.
Elle reçoit en 2010 la médaille du 150e anniversaire de Tchekhov en 2010 par le gouvernement russe pour le travail que la Fondation Tchekhov (organisation caritative britannique dont elle est la curatrice) a effectué pour préserver la fameuse Datcha Blanche de l'écrivain à Yalta.
En 2010 parait la biographie, Tolstoy: A Russian Life (en) (2010) et elle a traduit Anna Karénine en 2014.
Le 9 juin 2022 Rosamund Bartlett donne une lecture au profit des victimes de la guerre en Ukraine au Queen's College de Trull qui consiste en « un exposé sur l'art sacré et l'architecture de Kyiv et de ses liens avec l'Empire byzantin, tout en considérant les caractères différents des villes d'Odessa et Lviv ».
Elle a préfacé la dernière édition anglaise du journal de Tolstoï : tome 1 (1847-1894) et tome 2(1895-1910) (publication numérique)

## Ouvrages (sélection)
- (en) Rosamund Bartlett, Wagner and Russia, Cambridge University Press, 1995, 405 p. (lire en ligne)
- (en) Rosamund Bartlett, Chekhov : Scenes from a Life, Free Press, 2005, 395 p. (lire en ligne) [8]
- (en) Rosamund Bartlett, Tolstoy : A Russian Life, Houghton Mifflin Harcourt, 2011, 544 p. (lire en ligne)[9].
- (en) Rosamund Bartlett et Anna Benn, Literary Russia : A Guide, Harry N. Abrams, 2007, 528 p. (lire en ligne) (non disponible en aperçu)

### Comme éditrice
- (en + ru) Victory Over The Sun : The World's First Futurist Opera, publié par Rosamund Bartlett et Sarah Dadswell (University of Exeter Press), 2012, 328 p. (lire en ligne) [10],[11],[12]
- (en) Shostakovich in Context, publié par Rosamund Bartlett (Oxford University Press), 2000, 224 p. (lire en ligne)

## Traductions
- Anna Karenina de Léon Tolstoï, Oxford World's Classics
- About Love and Other Stories d'Anton Chekhov, Oxford World's Classics
- A Life in Letters, d'Anton Chekhov, Penguin Classics (co-traduit avec Anthony Phillips)
- The Exclamation Mark, Anton Chekhov, Hesperus Classics
- The Talisman and Other Tales de Viktoria Tokareva

## Conférences récentes
- ‘Sydney Modern must be given time to evolve’ 27 avril 2023 [13]
- Ukrainian modernism deserves to be understood on its own terms 27 février 2023 [14]
- The Russian modernist who made the European avant-garde feel at home 24 septembre 2023 [15]
- Dostoevsky’s distrust of the West ran deep – but so did his love of the Old Masters 3 novembre 2021[16]
- The merchant from Moscow who fell for the Parisian avant-garde 24 février 2021[17]
- Russian spark – the palace builders of St Petersburg 27 mars 2020 [18]
- The revolutionary collector who changed the course of Russian art 17 octobre 2016 [19]
- The Russian portraits at the NPG are a revelation 13 mai 2016 [20],[21]